# Stan Bush

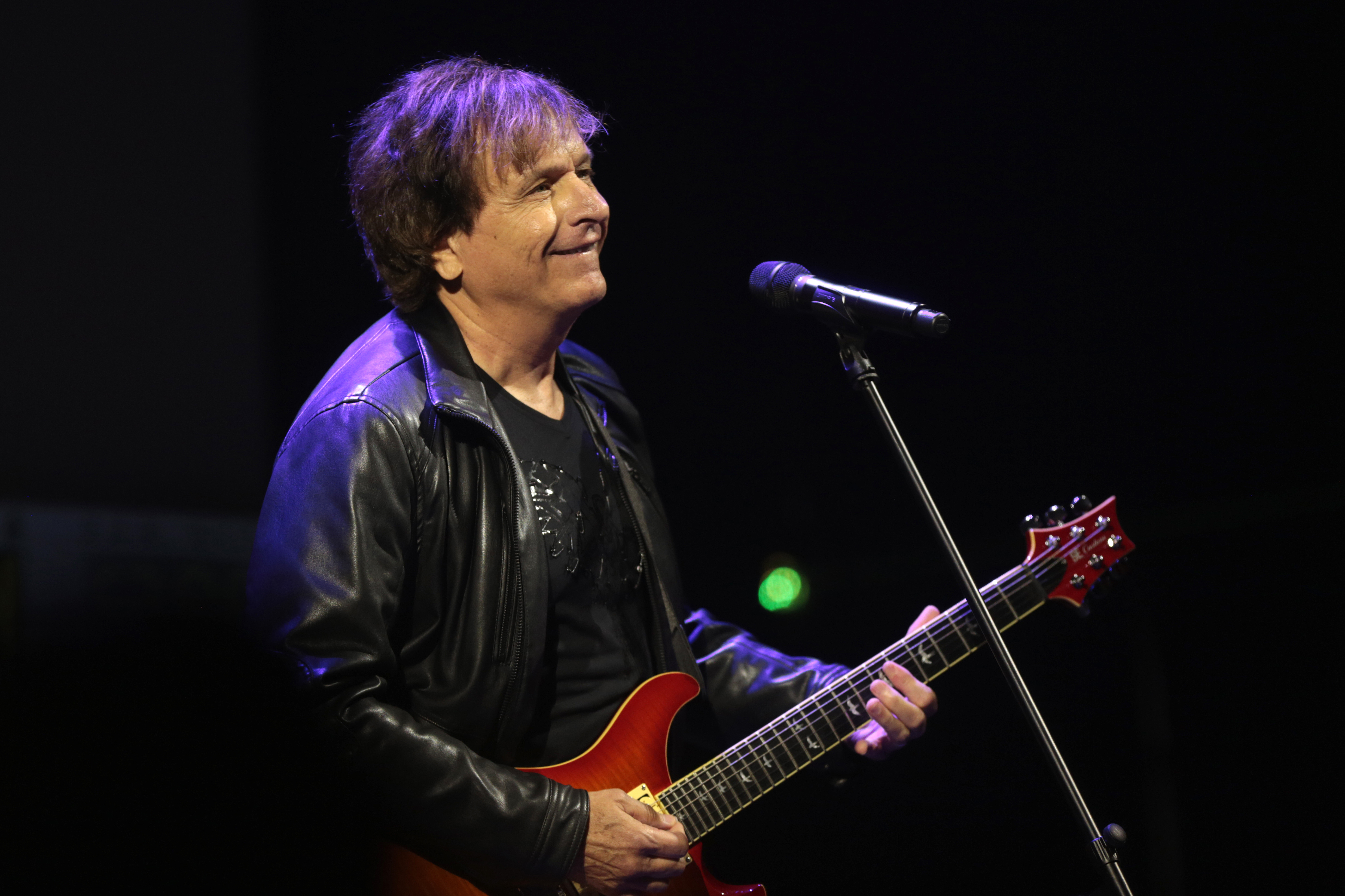
Stan Bush (2018)

Stan Bush (* 10. Juli 1953 in Orlando, Florida) ist ein US-amerikanischer Sänger, Gitarrist und Komponist.

## Biografie
Bush kam in den frühen 1980er Jahren als Singer-Songwriter bei Columbia Records unter Vertrag und veröffentlichte 1983 sein erstes Album. Das folgende Jahrzehnt war geprägt von einer Vielzahl von Soloproduktionen bei verschiedenen namhaften Labels, Gasteinspielungen für befreundete Musiker und Auftragskompositionen für Filmmusiken, bspw. für Der Kickboxer. Im Jahr 1987 schrieb er den Song Love Don't Lie, der später in einer Coverversion der House of Lords in die Hot 100 einzog.
Bush schrieb die Musik für mehr als dreißig Film- und Fernsehproduktionen und ging einige Jahre nach Japan, wo er für kommerzielle Werbeproduktionen und Videospiele einsang. In den frühen 2000er Jahren kehrte er in die Vereinigten Staaten zurück und veröffentlicht seither bei dem italienischen Label Frontiers Music wieder Soloalben.
Über sein Privatleben hält sich Bush überwiegend bedeckt. Im Jahr 2019 veröffentlichte Bush eine neue Single, in dessen Musikvideo auch sein Sohn zu sehen ist.

## Auszeichnungen
- 1997: Emmy Award, Best Original Song für Til I Was Loved By You[2]

## Diskographie (Auswahl)
- 1983: Stan Bush
- 1987: Stan Bush & Barrage
- 1993: Every Beat Of My Heart
- 1994: Dial 818888-8638
- 1996: The Child Within
- 1997: Call To Action
- 1998: Heaven (als Stan Bush & Barrage)
- 2001: Language Of The Heart
- 2004: Shine
- 2007: In This Life
- 2010: Dream The Dream
- 2014: The Ultimate
- 2017: Change The World
- 2020: Dare To Dream
- 2024: Freedom